# Arroyo Valcheta
El Arroyo Valcheta es un curso de agua que nace en las máximas alturas de la meseta de Somuncurá, para desembocar y perderse en la Laguna Curicó. Se encuentra dentro del departamento Valcheta de la provincia de Río Negro, en la Patagonia Argentina.
Es el hábitat único de la mojarra desnuda, pez único en su género.

## Toponimia
El nombre de este arroyo es antiquísimo y procede de la etnia Gennakenk, tal etnia carecía del fonema correspondiente a la [v] por lo cual la transcripción correcta hubiera sido Balcheta, palabra a la que se le han supuesto varios significados, entre ellos "griterío de gente", aunque el más probable significado sea "arroyo que se colma" haciendo alusión a las inundaciones que otrora provocaba en el estrecho valle por donde discurre.

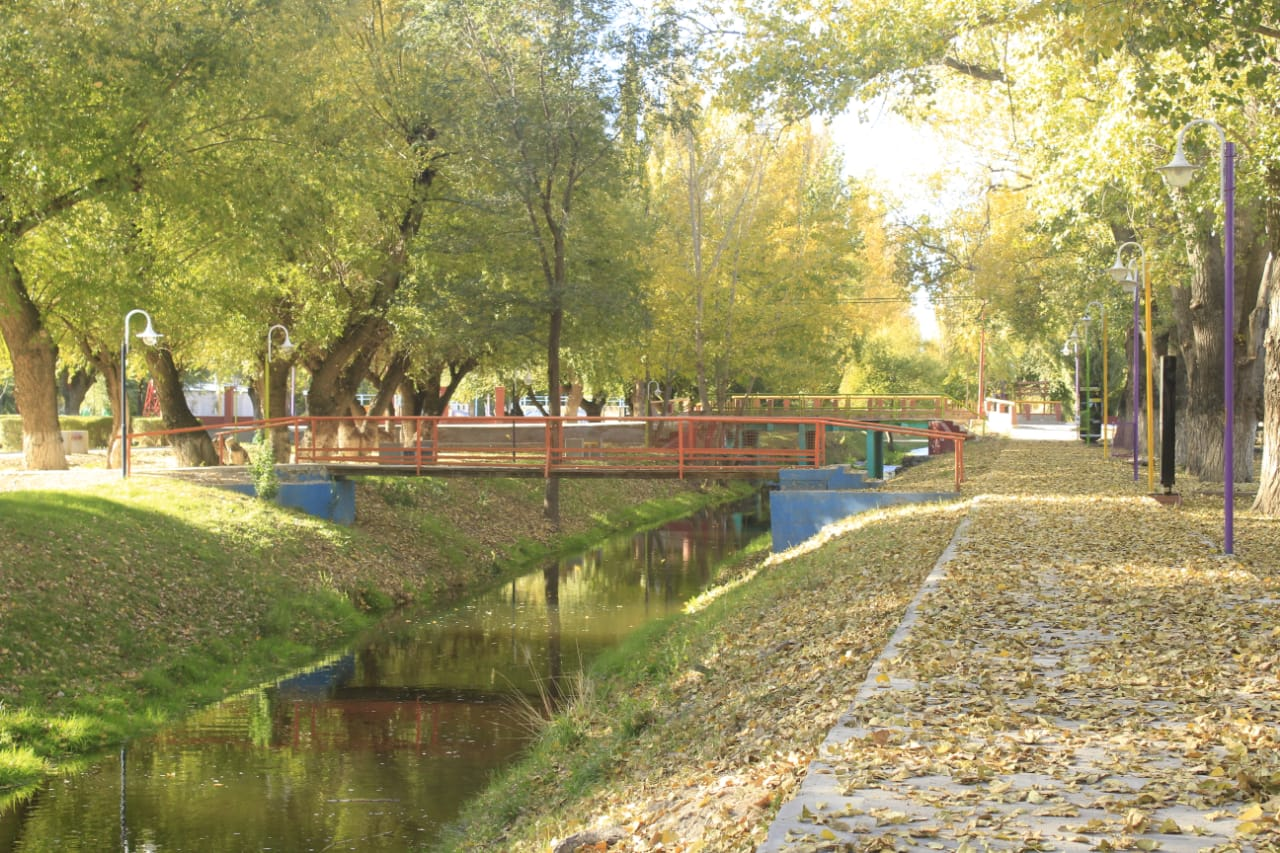
El Arroyo Valcheta, pasa por la plaza Paseo de la Familia, en la localidad de Valcheta